# Педро Манрике де Лара
Педро Манрике де Лара (исп. Pedro Manrique de Lara, также известен как Педро де Молина (исп. Pedro de Molina и Педро де Лара; ум. в январе 1202) — кастильский граф, военачальник, представитель знатного рода Манрике де Лара. Виконт Нарбонны с 1192 года.

## Биография
Старший сын Манрике Переса де Лара и Эрмесинды Нарбоннской. 
После гибели отца в битве при Хуэте (1164) получил от матери в управление половину кастильских владений рода Молина — сеньории Атиенса и Лара.
В 1166 году Педро де Лара получил от кастильского короля графский титул. В 1168 году назначен губернатором Осмы и Сан-Эстебана де Гормас (Восточная Кастилия). Затем управлял пограничной зоной Эстремадуры (1170) и королевством Толедо (1173-1179). В 1177 году участвовал в осаде Куэнсы.
С 1186 по 1188 год служил у Фердинанда II, короля Леона. Некоторое время занимал высшую придворную должность майордома, затем был губернатором Астуриаса де Овьедо, Саламанки, Торо, Кюидада Родриго. 
С 1188 снова на кастильской службе, губернатор Куэнки (1188-1200) и Хуэрты.
В 1184 году виконтесса Нарбонна Эрменгарда, тётка Педро (сестра матери), объявила его своим наследником и соправителем. В 1192 году, после отречения Эрменгарды, Педро стал управлять Нарбонном единолично, и в 1194 году назначил там наместником своего второго сына — Эмерико, который вскоре стал называть себя виконтом.
Педро умер в начале 1202 года и был похоронен в аббатстве Хуэрта рядом с первой женой.

## Семья
Педро был женат трижды. Первая жена — инфанта Санча Гарсес, дочь короля Наварры Гарсия Рамиреса и его второй жены Урраки. Дата свадьбы вызывает некоторые сомнения: Санча Гарсес впервые упоминается в качестве жены Педро в 1165 году, в то время как её первый муж, виконт Беарна Гастон V, умер в 1170 году.
У Педро и Санчи было трое сыновей:
- Гарсиа
- Эймерико
- Нуньо (Нуньо Перес II).

Британский историк Ричард Флетчер (англ. Richard A. Fletcher) считает, что их сыном был также Манрике, епископ Леона в 1181-1205). Однако более вероятно, что он приходился Педро братом.
Потомки от брака Педро с Санчей Гарсес правили в Нарбонне на протяжении нескольких столетий. Последний правитель Нарбонны из дома Манрике де Лара, Гийом II, умер в 1424 году.
Второй женой Педро (с ок. 1183 года) была Маргарита, родственница английского короля Генриха II. Детей у них не было. Маргарита в последний раз упоминается в 1189 году.
Третья жена — Мафальда (ум. после 1202 года).